# Olympiamöbel
„Olympiamöbel“ bzw. „Olympia-Mobiliar“ ist die umgangssprachliche Bezeichnung für Mobiliar aus der Serie „Olympia“ nach Entwürfen des Designers Otl Aicher. Es wurde auch in der Bundeswehr und anderen Behörden genutzt.

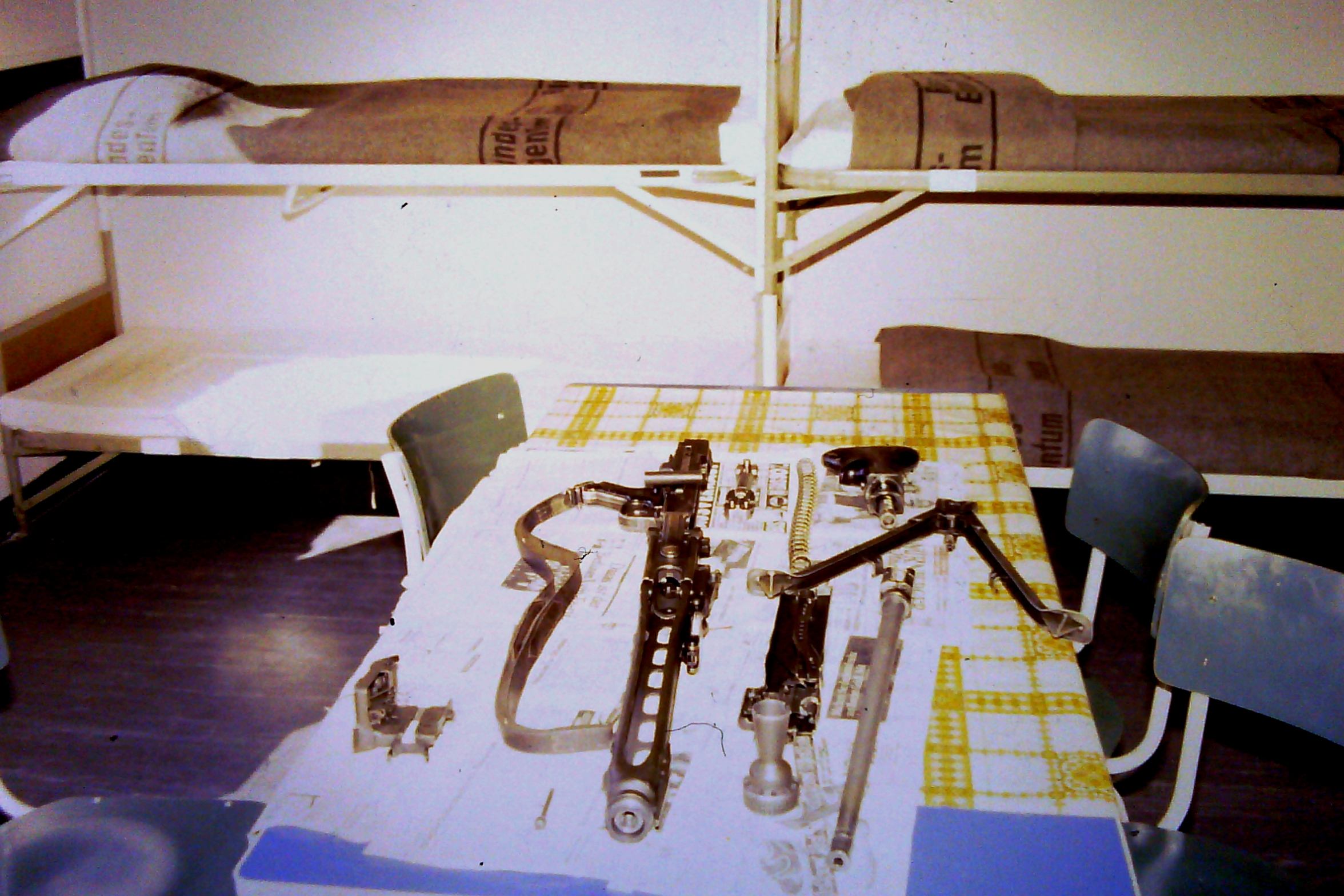
Stube der Bundeswehr 1982, Stühle „Olympia“ blau und dunkelgrün, Tisch blau

## Geschichte
Die Bezeichnung ist auf die Ausstattung des Olympischen Dorfes bei den Olympischen Sommerspielen 1972 in München mit diesen, zu diesem Zeitpunkt modernen, Möbeln zurückzuführen. Es handelte sich um ein Möblierungssystem, das gemäß der technischen Lieferbedingungen der Bundeswehr aus Tischlerplatte, später Hartfaserplatten mit einer Kunststoffoberfläche in den Farben Dunkelgrün, Blau, Kress (heute Orange genannt) oder Weiß hergestellt wurden.
Bis zur Einführung der Olympiamöbel wurden im Rahmen der Erstausstattung der Bundeswehr furnierte Möbel „Eiche, hell“, einfarbig in Holz gehalten, rüsterartig, beschafft.
Zunächst wurden die neuen Standardmöbel in Blau und Dunkelgrün beschafft. Auch die Topografie des Münchner Olympiageländes war wie die Blau- und Grüntöne der Spiele von der voralpinen Landschaft des Allgäus inspiriert. Die Farbe Dunkelgrün der Olympia-Möbel war ursprünglich dem Heer vorbehalten, Blau war für Luftwaffe und Bundesmarine gedacht. Möbel in der Farbe Kress sollten in Ausbildungseinrichtungen verwendet werden. Diese Systematik wurde nicht lange durchgehalten; Ende der 1990er Jahre waren „papageienbunte“ Konstellationen bei  Büro- und Unterkunftsausstattungen in den Liegenschaften zu finden.
Das seit Ende der 1990er Jahre in die Bundeswehr eingeführte Nachfolgedekor für die Liegenschaftsmöblierung wird als „Buche, Dekor“ bezeichnet. Hierbei handelt es sich um Spanplattenmöbel mit einer Kunststoffoberfläche.

## Hintergrund der Beschaffung
Auf Bitte von Willi Daume in dessen Funktion als Präsident des Nationalen Olympischen Komitees für Deutschland (NOC) um Unterstützung der Spiele durch die Bundeswehr entschied der Bundesminister der Verteidigung 1970, zu dieser Zeit noch Helmut Schmidt, die Unterstützung der Veranstaltung in erheblichem Umfang, wobei dieser sich sämtliche Entscheidungen hinsichtlich der Hilfeleistung selbst vorbehielt.
Unter anderem wurde in Folge von der Bundeswehrverwaltung „repräsentatives Unterkunfts- und Möblierungsgerät“, „dem internationalen Charakter der Wettkämpfe entsprechend“, nach eigens gefertigten Entwürfen der Serie Olympia von Otl Aicher, dem Chef der Olympia-Komitee-Abteilung für Visuelle Gestaltung, im Wert von etwa 56 Millionen DM für den größten Teil der Olympischen Unterkünfte in München und Kiel beschafft, das leihweise und auf so kurze Zeit zur Verfügung gestellt werden konnte. Liegenschaften und Unterkünften mussten bereit- und hergestellt werden. Unter anderem wurden leihweise ausgestattet das Olympische Männerdorf, die Olympia-Pressestadt, das Olympische Komitee-Gebäude, das Olympia-Zentrum, das Jugend- und Studentenlager, Gemeinschaftsunterkünfte in Schulen, Anlagen der Deutschen Bundespost sowie die örtlichen Kasernen der Bundeswehr und der Bayerischen Bereitschaftspolizei. Allein im Münchener Raum mussten etwa 22.000 Soldaten und Zivilbedienstete der Bundeswehr untergebracht werden. Hinzu kamen Unterkunftsmöglichkeiten für 8.000 externe Kurzzeitunterstützer (4.500 Mann Bereitschaftspolizei, 2.000 weitere Ordnungskärfte, Techniker des deutschen Olympia-Funk- und Fernsehzentrums, Dolmetscher, u. a. m.). Durch Zusammenrücken der Münchener Stammtruppenteile sowie zeitweiser Unterbrechung des Lehrgangsrhythmus an den Bundeswehrakademien und -schulen am Standort München wurden insgesamt 32.000 Betten zur Unterbringung bereitgestellt.
Das neue Mobiliar der Bundeswehr wurde außer in allen Wohnungen der Sportler, Journalisten und des Kurzzeitpersonals auch überall dort verwendet, wo der temporäre Gebrauch andere Beschaffungsmöglichkeiten nicht zuließ. Entsprechende Richtlinien wurde am 18. Januar 1972 erlassen. Die Kosten für die Um- oder Neubauten von Unterkünften wurden 1972 insgesamt mit einem Wert von etwa 11,5 Millionen DM beziffert. Das gesamte sogenannte Liegenschaftsmaterial – gemeint ist hier das Mobiliar – blieb Eigentum der Bundeswehrverwaltung, wurde nach den Wettkämpfen zur Ablösung der Bundeswehr-Erstausstattung der Kasernen verwandt und „verursacht[e] somit keinerlei Mehrkosten“.
Insgesamt stellte die Bundeswehr anlässlich der Olympischen Sommerspiele 1972 Mobiliar, Wäsche und sonstiges Gerät zur Unterbringung und Versorgung von 55.000 Menschen zur Verfügung. Mit dem Ausräumen der von der Bundeswehr entliehenen Möbel und der Totalrenovierung des etwas geplünderten Olympiadorfes konnte erst begonnen werden, nachdem die letzten Athleten nach Beendigung ihres Wohnrechts zum 18. September 1972 auszogen.
Peter Brügge kommentierte die Beschaffungsmaßnahme des Mobiliars im Juli 1972 in der Titelstory des Magazins Der Spiegel mit den Worten: „Die Bundeswehr nutzte die Chance befreiender Selbstdarstellung und orderte erst mal für 56 Millionen Mark neue Möbel, um Daumes Spiele damit zu beleihen.“